# Констанція Кастильська, герцогиня Ланкастер
Конста́нція Касти́льська, герцоги́ня Ланкастер (1355—24 березня 1394) — претендентка на трон Кастилії і Леону після смерті її батька короля Педро I; дружина Джона Гонта, 1-го герцога Ланкастера, і матір королеви Кастилії і Леону Катерини Ланкастерської.

## Походження
Констанція Кастильська народилася 1354 року в Кастрохерісі й була другою з трьох доньок короля Кастилії і Леону Педро I та його коханки Марії Падільської. Педро I таємно одружився з нею 1353 року, оскільки був сильно прив'язаний. Однак, влітку того ж року мати Педро і вельможі примусили молодого короля одружитися з Бланкою Бурбонською, яку Педро полишив невдовзі після весілля заради Марії. Аж до смерті Бланки 1361 року політичні мотиви шлюбу з нею вимагали від Педро заперечення того факту, що він вже одружений; попри це, його стосунки з Падільєю тривали і вона народила йому чотирьох дітей
.
Батько Констанції став королем у шістнадцять років, і перші роки його правління були затьмарені протистоянням з інфантами Арагону і бастардами його покійного батька, які володіли багатством і високими титулами. Найвпливовішим із бастардів Альфонсо XI був Енріке Трастамарський, який двічі захоплював владу в країні. У 1369 році, коли її батька вбив Енріке II, Констанція майже два місяці провела в обложеній фортеці Кармона, поки її не звільнили англійські війська. Саме Констанція мала успадкувати корону Кастилії, оскільки інших, більш легітимних спадкоємців, Педро I не залишив: старша з доньок Педро I, Беатріс, черниця монастиря Святої Клари в Тордесильясі, померла того самого року, що й батько; син Педро від Падільї, Альфонсо, помер у три роки через кілька місяців після оголошення його спадкоємцем; інші діти Педро були народжені від коханок і померли, не залишивши нащадків.

## Герцогиня Ланкастерська
21 вересня 1371 року в Рокфорі, неподалік від Бордо, Констанція вийшла заміж за четвертого сина Едуарда III, Джона Гонта, герцога Ланкастера. В Англію Констанцію супроводжувала молодша сестра Ізабелла. 11 липня 1372 року у віці близько 17 років вона вийшла заміж за молодшого брата Джона Гонта, Едмунда Ленглі; шлюб сестри Констанції, укладений у Воллінгфорді, був покликаний підтримати домагання Гонта на кастильську корону.

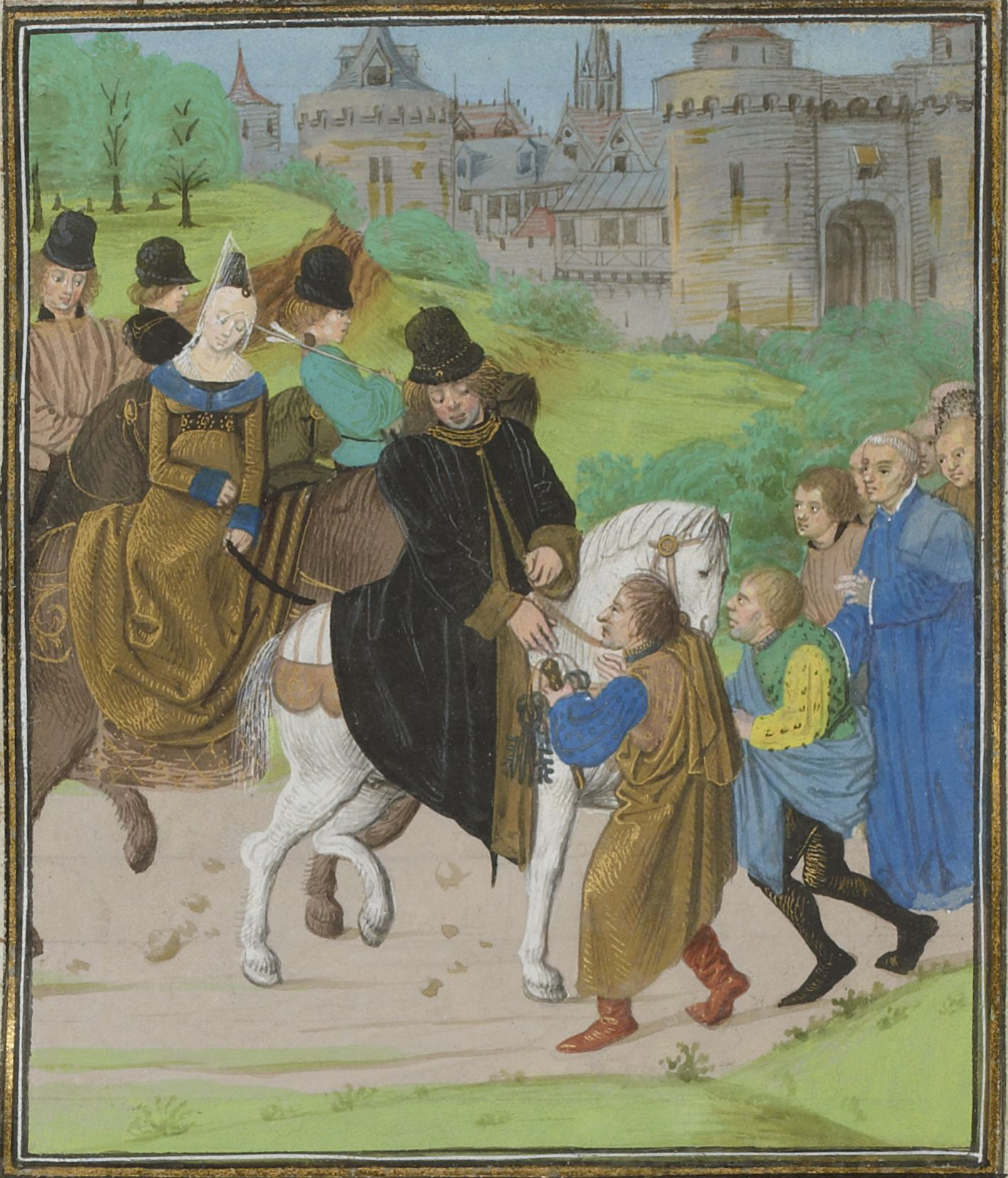
Капитуляция Сантьяго-де-Компостела. Хроніки Фруассара. (Джон і Констанція на конях)

9 лютого 1472 року Констанція здійснила урочистий в'їзд у Лондон як королева Кастилії; її супроводжували Едуард Чорний Принц і значний ескорт, що складався з англійських і кастильських слуг і сановників. Натовпи людей зібралися, щоб побачити як вона проїжджає до Савойського палацу на Стренді, де її урочисто прийняв чоловік, який проголосив себе королем Кастилії і Леону ще 29 Січня.
Упродовж усього свого життя Гонт намагався зі зброєю в руках реалізувати свої домагання на кастильський престол, оскільки від корони Англії його відокремлювали племінник Річард II і нащадки його брата Лайонела Антверпена. Він проголосив себе королем по праву дружини і наполягав, щоб англійські придворні зверталися до нього my lord of Spain, хоча він провалив усі спроби дістати реальну корону.
Скориставшись поразкою Хуана I в битві біля Алжубарроти 1385 року, Гонт відновив претензії дружини на кастильську корону, таким чином спробувавши втягнути Кастилію в столітню війну. 9 травня наступного року Португалія уклала союз з Англією і 25 червня Гонт висадився в Ла-Коруньї разом з Констанцією і їхньою донькою. Війська рушили в бік Галісії і розбили табір на зиму в Оренсе. Разом з португальським королем Гонту вдалося захопити Леон, але потім війська були зупинені іспанцями. В результаті, між Хуаном з одного боку та Гонтом і Констанцією з іншого, був підписаний мирний договір, за яким Констанція відмовлялася від прав на Кастилію, а її донька, Катерина Ланкастерська, мала вийти заміж за старшого сина Хуана I, який став королем Енріке III.
Крім Катерини Констанція і Гонт мали ще сина Джона, який помер у віці близько року.
Констанція померла 24 березня 1394 року в Лестері. Вона похована в абатстві Ньюарк, Лестершир.